# RSA Insurance Group
RSA Insurance Group (vor der Umfirmierung am 20. Mai 2008 Royal & Sun Alliance) ist ein britisches Versicherungsunternehmen mit Hauptsitz in London, Großbritannien.
Das Unternehmen entstand aus einer Fusion der Sun Alliance mit der Royal Insurance im Jahr 1996. Sun Alliance wiederum ist aus einer Fusion der Versicherungsunternehmen Sun und Alliance entstanden. Das Unternehmen Sun geht als eines der ältesten britischen Versicherungen bis in das Jahr 1710 zurück.
RSA hat Standorte in über 100 Ländern weltweit. Es ist das zweitgrößte General-Insurance-Unternehmen in Großbritannien. 1997 erhielt es als erstes ausländisches Versicherungsunternehmen die Erlaubnis, in China tätig zu sein. Bis 2006 war es zudem an der NYSE börsennotiert. Der Deutschlandsitz von RSA befindet sich in Köln.
Im November 2020 wurde die Übernahme der RSA Insurance Group durch die Intact Financial Corporation und Tryg beschlossen.